# 911年
| 千纪： | 1千纪 |
| 世纪： | 9世纪 \| 10世纪 \| 11世纪 |
| 年代： | 880年代 \| 890年代 \| 900年代 \| 910年代 \| 920年代 \| 930年代 \| 940年代 |
| 年份： | 906年 \| 907年 \| 908年 \| 909年 \| 910年 \| 911年 \| 912年 \| 913年 \| 914年 \| 915年 \| 916年 |
| 纪年： | 辛未年（羊年）；（南吴、晋）天祐八年；后梁（闽）開平五年，元年；前蜀永平元年；李茂貞天復十一年；大長和孝治二年；吴越天宝四年；燕应天元年；日本延喜十一年；后百济正开十一年；后高句丽圣册七年，水德万岁元年 |

## 大事记
- 正月，岐國與前蜀絕交。
- 八月，劉知俊、李繼崇在青泥嶺擊敗前蜀軍，迫使唐道襲等人撤退。
- 十月，前蜀軍在斜谷被擊敗，王建親自赴援。
- 卡洛林王朝查理三世與諾曼人首領羅洛簽訂埃普特河畔聖克萊爾條約，以諾曼人臣服為條件，賜予公爵稱號，並割讓塞納河下游沿岸土地，成為諾曼地公國。
- 奧列格率領由許多斯拉夫部落組成的隊伍遠征拜占庭帝國，最終抵達帝都君士坦丁堡。拜占庭帝國皇帝與奧列格議和，並同意支付贖金，簽訂了有利於羅斯的貿易條約。
- 東法蘭克國王童子路易病死，統治東法蘭克王國的加洛林王朝正式絕滅，各公國統治者選舉康拉德一世繼任，進入康拉丁王朝。
- 柏鄉之戰，晉王李存勗擊敗後梁主力軍隊。
- 劉隱重賄朱溫，被封南海王，當年病逝於南海（今廣州）。
- 麥西亞人的領主埃塞爾雷德於泰滕豪之戰後因傷勢過重而去世，妻子埃塞爾弗萊德繼續統治麥西亞。

## 出生
- 范質，中國五代後周和北宋初大臣。字文素。趙匡胤「陳橋兵變」後，任北宋宰相。
- 魏仁浦

## 逝世
- 劉隱，五代十國南漢開國君主劉龑之兄。
- 童子路易，東法蘭克國王兼罗马帝国皇帝阿努爾夫之子，東法蘭克國王。
- 埃塞爾雷德，麥西亞人的領主。